# Ernesto Padilla
Ernesto Eudoro Padilla (San Miguel de Tucumán, 5 de enero de 1873-Buenos Aires, 23 de agosto de 1951) fue un abogado y político argentino, que desempeñó como diputado nacional durante cuatro períodos (1902-1906, 1911-1913, 1918-1922 y 1924-1928), gobernador de la provincia de Tucumán (1913-1917) y como ministro de Justicia e Instrucción Pública de la Nación Argentina de 1930 y 1931.

## Biografía
Nació en San Miguel de Tucumán en enero de 1873, hijo de Manuel José Padilla Puente (industrial azucarero) y de Josefa Nougués Romero. En 1896 se graduó de abogado en la Facultad de Derecho y Ciencias Sociales de la Universidad de Buenos Aires con medalla de oro.
Inició su carrera política siendo legislador provincial por dos períodos consecutivos de 1897 a 1900 y de 1900 a 1903. En 1907 fue convencional constituyente provincial.
Entre 1902 y 1906, se desempeñó como diputado nacional por la provincia de Tucumán. Regresó a la Cámara de Diputados de 1911 a 1913. En 1905, se destacó como orador en el debate del proyecto de ley de divorcio, del cual se manifestó en contra.
En 1912, fue elegido gobernador de la provincia de Tucumán como candidato del Partido Liberal (PL). Completó su mandato de 1913 a 1917. Durante su gestión, se inauguró la Universidad de Tucumán en 1914 y se estableció la Caja Popular de Ahorros.
En las elecciones legislativas de 1918, volvió a ser elegido diputado nacional por el PL, con mandato hasta 1922. En las elecciones legislativas de 1924, fue elegido para un cuarto mandato en la Cámara de Diputados hasta 1928.
Se volvió a postular a la gobernación tucumana en las elecciones provinciales de 1921 y de 1924, siendo derrotado por los radicales Octaviano Vera y Miguel Mario Campero, respectivamente.
Tras el golpe de Estado del 6 de septiembre de 1930, el presidente de facto José Félix Uriburu lo designó ministro de Justicia e Instrucción Pública de la Nación, ocupando el cargo hasta 1931.
Fue presidente del Consejo Escolar N.° 1 de la Capital Federal. Tras el golpe de Estado de junio de 1943, fue intendente interino de la ciudad de Buenos Aires durante cuatro días.
En paralelo a su carrera política, estudió el folklore argentino, publicando obras al respecto como cancioneros. También publicó libros sobre historia regional y religión. Fue director del diario La Libertad de Tucumán y director de algunas empresas, incluyendo una azucarera.
Falleció en Buenos Aires en 1951.